# Ólafur Gottskálksson
Ólafur Gottskálksson (Keflavík, 12 marzo 1968) è un ex calciatore islandese, di ruolo portiere.

## Palmarès

### Club

#### Competizioni nazionali
- Coppa d'Islanda: 2

ÍA Akraness: 1986
Keflavík: 1997
- Scottish First Division: 1

Hibernian: 1998-1999